# Surb
La Surb est une rivière suisse.

## Parcours
La Surb se forme près de Schöfflisdorf, dans le canton de Zurich au pied du Lägern de la jonction de trois sources différentes. Elle s'écoule ensuite le long de la vallée du Wehntal jusqu'à Niederweningen où elle entre dans le canton d'Argovie. Elle poursuit ensuite sa route, pour se jeter finalement dans l'Aar près de Döttingen.
Entre Schöfflisdorf et Niederweningen, le tracé de la ligne de chemin de fer S5 du S-Bahn de Zurich longe le cours de la rivière. Lors de sa construction en 1915, cette ligne devait aller jusqu'à Döttingen; mais faute de moyens, le dernier tronçon n'a jamais été réalisé, si bien qu'aujourd'hui encore, les transports publics de la partie argovienne de la vallée sont assurés par une ligne CarPostal.

## Source
- (de) Cet article est partiellement ou en totalité issu de l’article de Wikipédia en allemand intitulé « Surb » (voir la liste des auteurs).